# Xiong Ni
Xiong Ni (en xinès: 熊倪; en pinyin: Xióng Ní) (Changsha, República Popular de la Xina, 1974) és un saltador xinès, ja retirat, guanyador de cinc medalles olímpiques.

## Biografia
Va néixer l'11 de gener de 1974 a la ciutat de Changsha, població situada a la província xinesa de Hunan.

## Carrera esportiva
Va participar, als 14 anys, en els Jocs Olímpics d'Estiu de 1988 celebrats a Seül (Japó), on va aconseguir guanyar la medalla de plata en la prova masculina de plataforma de 10 metres. En els Jocs Olímpics d'Estiu de 1992 celebrats a Barcelona (Catalunya) va aconseguir guanyar la medalla de bronze en aquesta disciplina. En els Jocs Olímpics d'Estiu de 1996 realitzats a Atlanta (Estats Units) va aconseguir guanyar la medalla d'or en la prova masculina de trampolí de 3 metres, metall que va repetir en els Jocs Olímpics d'Estiu del 2000 realitzats a Sydney (Austràlia). En aquests mateixos Jocs va aconseguir guanyar la medalla d'or en la prova masculina de trampolí sincronitzat de 3 metres al costat de Xiao Hailiang.
Al llarg de la seva carrera ha aconseguit una medalla de plata en el Campionat del Món de natació i una altra en els Jocs Asiàtics, ambdues en plataforma de 10 metres.